# Hemmelmarker See
Der Hemmelmarker See (dänisch: Himmelmark Sø) liegt in der Landschaft Schwansen nahe dem Gut Hemmelmark auf dem Gebiet der Gemeinde Barkelsby im Kreis Rendsburg-Eckernförde. Der See hat eine Fläche von 82 ha, eine maximale Tiefe von 6,2 Metern eine Uferlänge von 4,2 km. Der See ist vollständig von der vorgelagerten Ostsee (Eckernförder Bucht) getrennt. Der Hemmelmarker See entstand aus einer kleinen Meeresbucht, die durch Anlagerung eines Strandwalles von der Ostsee abgeschnitten wurde und als Strandsee erhalten blieb. 
Am Westende des Sees befindet sich das Gut Hemmelmark; östlich des Sees befand sich bis ins 20. Jahrhundert hinein der Ort Sophienruhe.

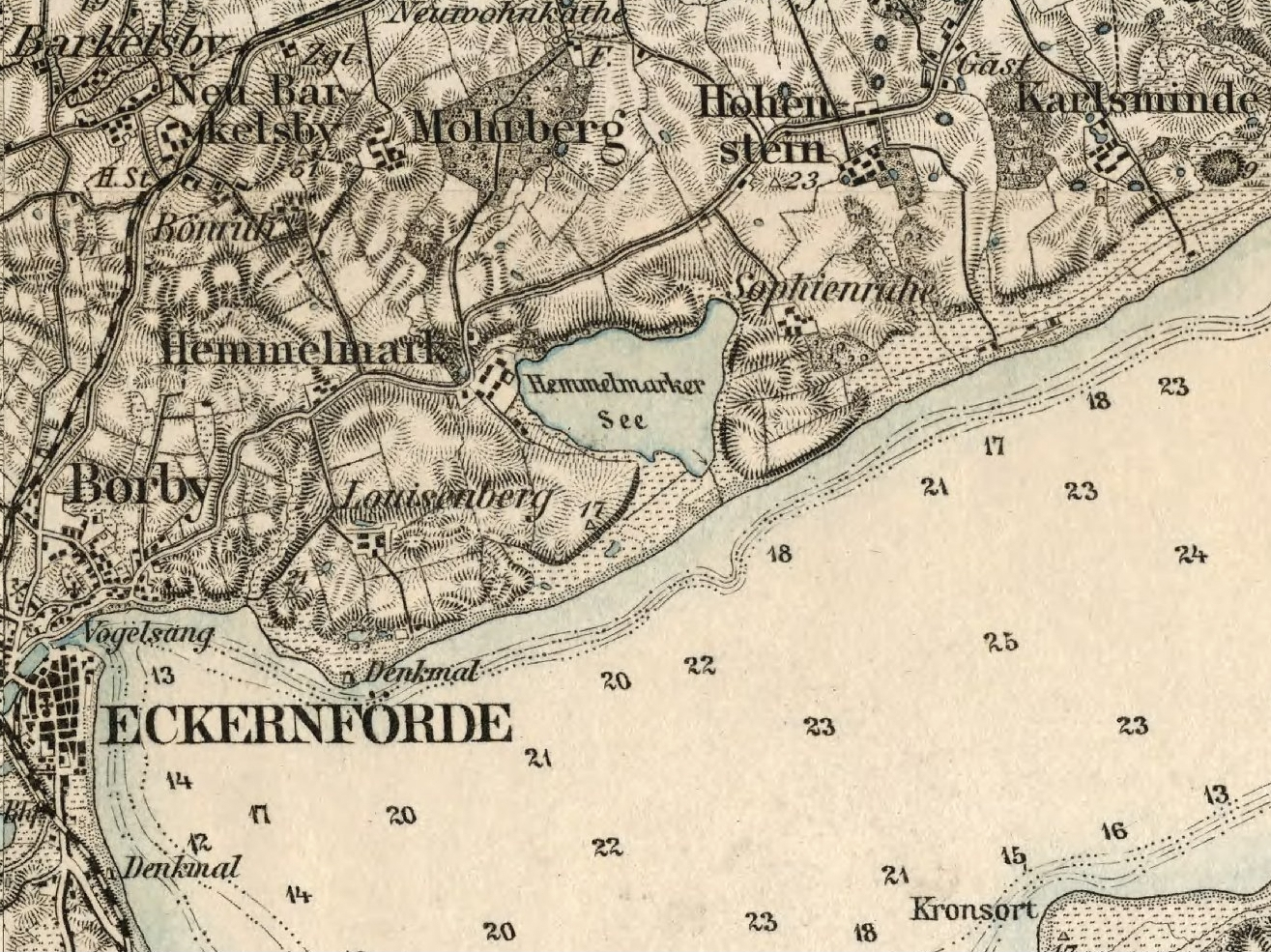
Hemmelmarker See mit Sophienruhe, Karte von 1893

## FFH-Gebiet
Das FFH-Gebiet Hemmelmarker See (FFH DE 1525-331) ist 159 ha groß und liegt etwa 4 km nordöstlich von Eckernförde. Am See finden sich einer Reihe geschützter Lebensräume: das Seeufer ist von einem schmalen Röhrichtsaum umschlossen, in Teilbereichen ist Erlenbruchwald zu finden. Die angrenzenden Hänge sind zum Teil als Steilküste ausgebildet und teilweise mit Rotbuchenwald bestanden. In diesem Gesamtkomplex kommen Laubfrösche vor. 
Das Gesamtgebiet besteht aus den naturnah ausgeprägten prioritären Lebensraumtypen „Strandsee“ und „Graudüne“. Landesweit gefährdeter Pflanzenarten der Dünen und Trockenrasen kommen hier vor. Der Hemmelmarker See ist ein bedeutender Rast- und Ruheplatz für Wasservögel.